# Xerocomus lentistipitatus
Xerocomus lentistipitatus är en svampart som först beskrevs av G. Stev., och fick sitt nu gällande namn av Robert Francis Ross McNabb 1968. Xerocomus lentistipitatus ingår i släktet Xerocomus och familjen Boletaceae.   Inga underarter finns listade i Catalogue of Life.